# Вивара II (Кампобасо)
Вивара II је насеље у Италији у округу Кампобасо, региону Молизе.
Према процени из 2011. у насељу је живело 34 становника. Насеље се налази на надморској висини од 420 м.